# Vincent Ramaël
Vincent Ramaël (sinh 22 tháng 6 năm 1988 ở Clamart) là một cầu thủ bóng đá Pháp hiện tại thi đấu cho Sportivo San Lorenzo ở División Intermedia của Paraguay.

## Sự nghiệp
Ramaël bắt đầu sự nghiệp cùng với R.E. Mouscron, ký hợp đồng vào ngày 31 tháng 8 năm 2006  và gia nhập ngày 26 tháng 9 năm 2006 vào AS Monaco FC. Ngày 18 tháng 7 anh được cho mượn đến A.F.C. Tubize và trở về AS Monaco FC ngày 12 tháng 1 năm 2009.
Giai đoạn 2011-12 anh thi đấu cho Royal Geants Athois, ở Belgian Third Division.